# Wydmuch (Miłomłyn)
Wydmuch (deutsch Karlshof) ist eine inoffizielle Ortsstelle in der polnischen Woiwodschaft Ermland-Masuren. Sie liegt im Bereich der Stadt Miłomłyn (Liebemühl) im Powiat Ostródzki (Kreis Osterode in Ostpreußen). Bis zum Stadtzentrum sind es weniger als zwei Kilometer.

## Geographische Lage
Wydmuch liegt im Westen der Woiwodschaft Ermland-Masuren an der westlichen Stadtgrenze von Miłomłyn, 13 Kilometer nordwestlich der Kreisstadt Ostróda (deutsch Osterode in Ostpreußen).

## Geschichte
1878 ist das Gründungsjahr des in seinem Ursprung lediglich aus einem mittleren Hof bestehenden Orts Carlshof (um 1900 Karlshof). Bis 1945 war Karlshof ein Wohnplatz der Stadt Liebemühl (polnisch Miłomłyn) im Kreis Osterode in Ostpreußen.
1945 kam das gesamte südliche Ostpreußen in Kriegsfolge zu Polen. Karlshof erhielt die polnische Namensform „Wydmuch“ und ist heute eine – allerdings nicht mehr offiziell genannte – Ortsstelle in der Stadt Miłomłyn im Powiat Ostródzki (Kreis Osterode in Ostpreußen) und gilt als in der Stadt aufgegangen. Auf einigen Stadtplänen jedoch ist der Ort noch verzeichnet.

## Kirche
Karlshof war bis 1945 in die evangelische Pfarrkirche Liebemühl in der Kirchenprovinz Ostpreußen der Kirche der Altpreußischen Union, außerdem in die römisch-katholische Kirche Osterode i. Ostpr. eingegliedert.
Heute liegt die Ortsstelle von Wydmuch im Bereich der Kirchengemeinde Ostróda in der Diözese Masuren der Evangelisch-Augsburgischen Kirche in Polen sowie in der Pfarrei St. Bartholomäus Miłomłyn im Bistum Elbląg.

## Verkehr
Die ulica Mazurska, an der Wydmuch liegt, ist der Zubringer zur Anschlussstelle Miłomłyn Połnóc der Schnellstraße 7. Eine Bahnanbindung besteht nicht.